# ارتباطات سیار پاکستان
ارتباطات سیار پاکستان شرکت مخابرات پاکستانی است، که در سال ۱۹۹۴ تأسیس شد.